# Asahi Hai Futurity Stakes
 (juillet 2025).
Si vous disposez d'ouvrages ou d'articles de référence ou si vous connaissez des sites web de qualité traitant du thème abordé ici, merci de compléter l'article en donnant les références utiles à sa vérifiabilité et en les liant à la section « Notes et références ».
Groupe 1

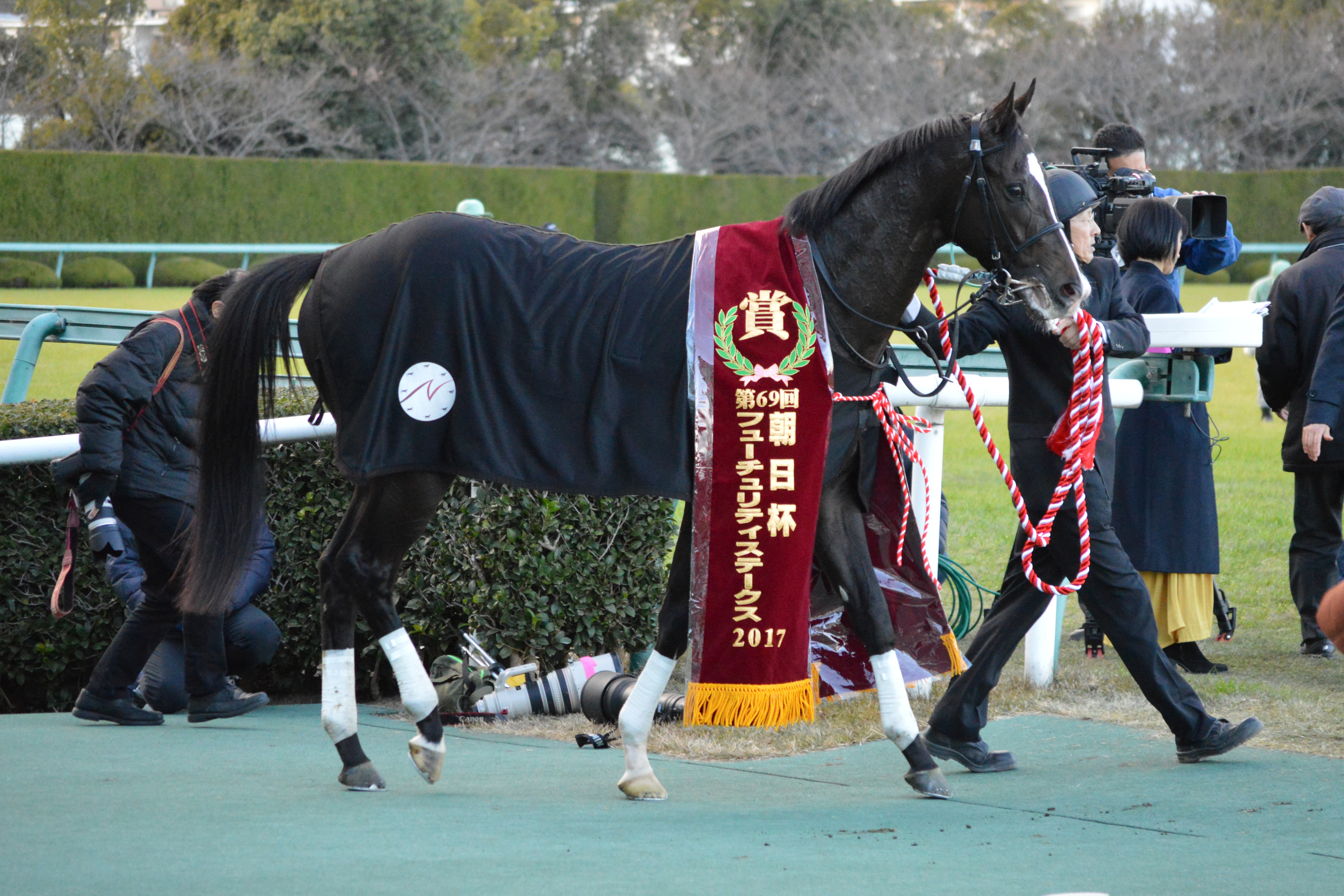
Danon Premium après sa victoire en 2017

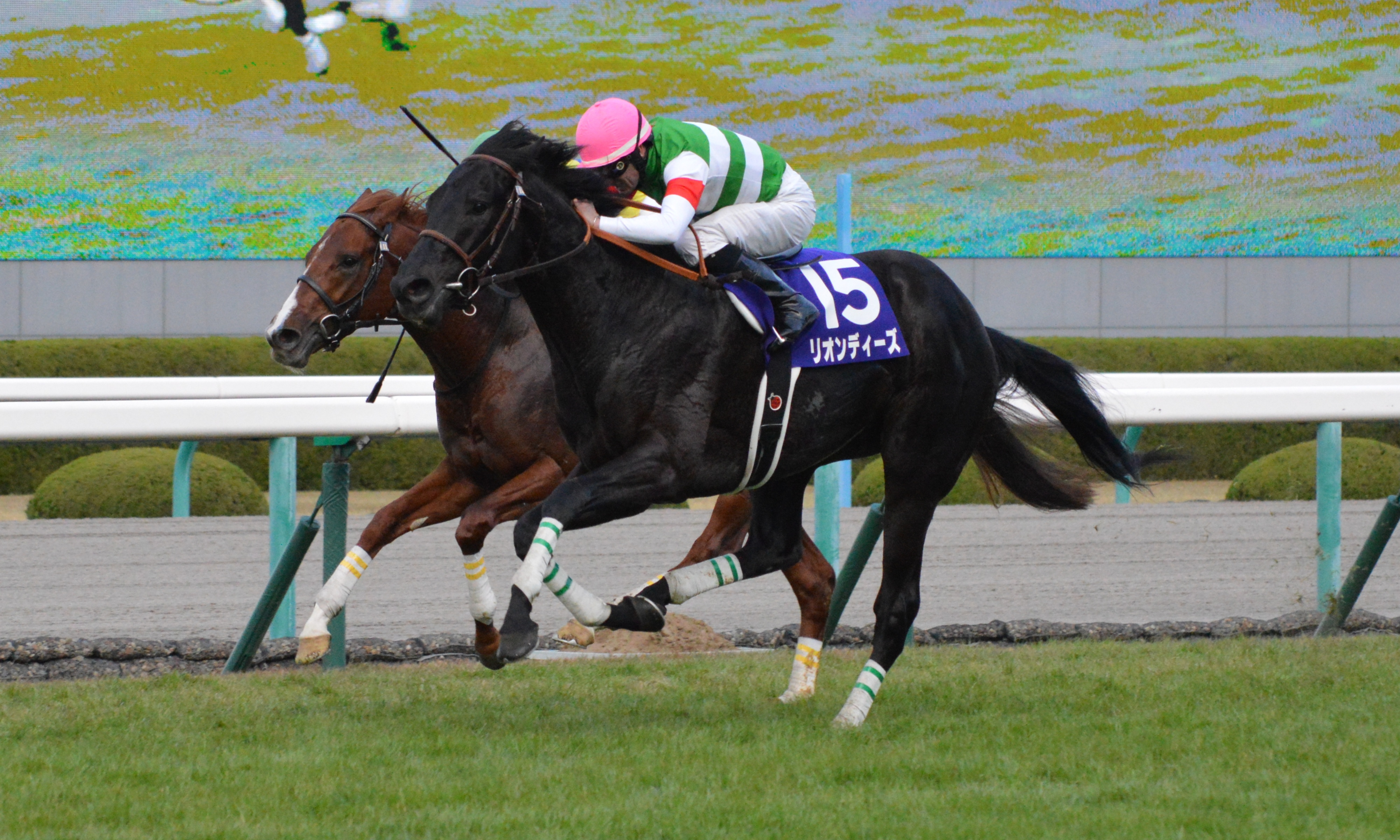
Arrivée de l'édition 2015

Les Asahi Hai Futurity Stakes (朝日杯フューチュリティステークス) est une course hippique de plat se déroulant en décembre sur l'Hippodrome de Hanshin, dans la ville de Takarazuka, Hyōgo, au Japon.

## Caractéristiques
Créée en 1949, c'est une course de groupe I réservée aux poulains et pouliches de 2 ans, disputé sur 1 600 mètres sur gazon, corde à droite. L'allocation s'élève à ¥ 152 200 000. Le record de l'épreuve appartient à Grenadier Guards, avec un chrono de 1'32"30 en 2020. 
La course réunit les meilleurs 2 ans du pays, essentiellement des poulains dans la mesure où les femelles, si la course leur est ouverte, disposent d'une épreuve fermée aux mâles qui se déroule une semaine plus tôt sur le même hippodrome, le Hanshin Juvenile Fillies. 

## Palmarès depuis 1984
| Année | Vainqueur         | Père              | Jockey            | Entraîneur           | Propriétaire              | Deuxième          | Troisième          | Temps   |
| ----- | ----------------- | ----------------- | ----------------- | -------------------- | ------------------------- | ----------------- | ------------------ | ------- |
| 2024  | Admire Zoom       | Maurice           | Yuga Kawada       | Yasuo Tomomichi      | Junko Kondo               | Museum Mile       | Lance of Chaos     | 1'34"10 |
| 2023  | Jantar Mantar     | Palace Malice     | Yuga Kawada       | Tomokazu Takano      | Shadai Race Horse Co Ltd  | Ecoro Walz        | Tagano Elpida      | 1'33"80 |
| 2022  | Dolce More        | Rulership         | Ryusei Sakai      | Naosuke Sugai        | Three H Racing            | Danon Touchdown   | Labeling           | 1'33"90 |
| 2021  | Do Deuce          | Heart's Cry       | Yutaka Take       | Yasuo Tomomichi      | Kieffers Co Ltd           | Serifos           | Danon Scorpion     | 1'33"50 |
| 2020  | Grenadier Guards  | Frankel           | Yuga Kawada       | Mitsumasa Nakauchida | Sunday Racing             | Stella Veloce     | Red Belle Aube     | 1'32"30 |
| 2019  | Salios            | Heart's Cry       | Ryan Moore        | Noriyuki Hori        | Silk Racing               | Taisei Vision     | Gran Rey           | 1'33"00 |
| 2018  | Admire Mars       | Daiwa Major       | Mirco Demuro      | Yasuo Tomomichi      | Riichi Kondo              | Kurino Gaudi      | Gran Alegria       | 1'33"90 |
| 2017  | Danon Premium     | Deep Impact       | Yuga Kawada       | Mitsumasa Nakauchida | Danox Co Ltd              | Stelvio           | Tower of London    | 1'33"30 |
| 2016  | Satono Ares       | Deep Impact       | Hirofumi Shii     | Kazuo Fujisawa       | Hajime Satomi             | Monde Can Know    | Bom Servico        | 1'35"40 |
| 2015  | Leontes           | King Kamehameha   | Mirco Demuro      | Katsuhiko Sumii      | U Carrot Farm             | Air Spinel        | Shadow Approach    | 1'34"40 |
| 2014  | Danon Platina     | Deep Impact       | Masayoshi Ebina   | Sakae Kunieda        | Danox Co Ltd              | Arma Waioli       | Clarity Sky        | 1'35"90 |
| 2013  | Asia Express      | Henny Hughes      | Ryan Moore        | Takahisa Tezuka      | Yukio Baba                | Shonan Achieve    | Win Full Bloom     | 1'34"70 |
| 2012  | Logotype          | Lohengrin         | Mirco Demuro      | Tsuyoshi Tanaka      | Teruya Yoshida            | Codino            | Gottfried          | 1'33"40 |
| 2011  | Alfredo           | Symboli Kris S    | Craig Williams    | Takahisa Tezuka      | U Carrot Farm             | Meiner Robusto    | Leo Active         | 1'33"40 |
| 2010  | Grand Prix Boss   | Sakura Bakushin O | Mirco Demuro      | Yoshito Yahagi       | Grand Prix Co., Ltd.      | Real Impact       | Libertas           | 1'33"90 |
| 2009  | Rose Kingdom      | King Kamehameha   | Futoshi Komaki    | Kojiro Hashiguchi    | Sunday Racing Co., Ltd.   | Eishin Apollon    | Daiwa Barbarian    | 1'34"00 |
| 2008  | Seiun Wonder      | Grass Wonder      | Yasunari Iwata    | Masazo Ryoke         | Takao Otani               | Fifth Petal       | Break Run Out      | 1'35"10 |
| 2007  | Goshawk Ken       | Bernstein         | Masaki Katsuura   | Makoto Saito         | Yoshio Fujita             | Lets Go Kirishima | Captain Thule      | 1'33"50 |
| 2006  | Dream Journey     | Stay Gold         | Masayoshi Ebina   | Yasutoshi Ikee       | Sunday Racing Co., Ltd.   | Laurel Guerreiro  | Osumi Daido        | 1'34"40 |
| 2005  | Fusaichi Richard  | Kurofune          | Yuichi Fukunaga   | Kunihide Matsuda     | Fusao Sekiguchi           | Super Hornet      | Jalisco Light      | 1'33"70 |
| 2004  | Meiner Recolte    | Chief Bearhart    | Hiroki Goto       | Masahiro Horii       | Thoroughbred Club Ruffian | Stormy Cafe       | Peer Gynt          | 1'33"40 |
| 2003  | Cosmo Sunbeam     | Zagreb            | Dario Vargiu      | Shozo Sasaki         | Misako Okada              | Meisho Bowler     | Appointed Day      | 1'33"70 |
| 2002  | Eishin Champ      | Mi Cielo          | Yuichi Fukunaga   | Tsutomi Setogushi    | Toyomitsu Hirai           | Sakura President  | T M Rikisan        | 1'33"50 |
| 2001  | Admire Don        | Timber Country    | Shinji Fujita     | Hiroyoshi Matsuda    | Riichi Kondo              | Yamano Blizzard   | Star El Dorado     | 1'33"80 |
| 2000  | Mejiro Bailey     | Sunday Silence    | Norihiro Yokoyama | Kunihiko Take        | Mejiro Stud               | Tagano Teio       | Native Heart       | 1'34"50 |
| 1999  | Eishin Preston    | Green Dancer      | Yuichi Fukunaga   | Shuji Kitahashi      | Toyomitsu Hirai           | Miracle Mambo     | Machikane Hokushin | 1'34"70 |
| 1998  | Admire Cozzene    | Cozzene           | Michael Roberts   | Mitsuro Hashida      | Riichi Kondo              | Eishin Cameron    | Bio Master         | 1'35"30 |
| 1997  | Grass Wonder      | Silver Hawk       | Hitoshi Matoba    | Mitsuhiro Ogata      | Hanzawa                   | Meiner Love       | Figaro             | 1'33"60 |
| 1996  | Meiner Max        | Brian's Time      | Tetsuzo Sato      | Hitoshi Nakamura     | Thoroughbred Club Ruffian | Opening Theme     | Air Guts           | 1'36"30 |
| 1995  | Bubble Gum Fellow | Sunday Silence    | Yukio Okabe       | Kazuo Fujisawa       | Shadai Race Horse co      | Eishin Guymon     | Generalist         | 1'34"20 |
| 1994  | Fuji Kiseki       | Sunday Silence    | Koichi Tsunoda    | Sakae Watanabe       | Yomoji Saito              | Ski Captain       | Kokuto Julian      | 1'34"70 |
| 1993  | Narita Brian      | Brian's Time      | Katsumi Minai     | Masaharu Okubo       | Hidenori Yamaji           | Field Bomber      | Trust Cancan       | 1'34"40 |
| 1992  | L-Way Win         | Caerleon          | Katsumi Minai     | Noriaki Tsubo        | Takao Zako                | Biwa Hayahide     | Hokuto Phil        | 1'35"50 |
| 1991  | Mihono Bourbon    | Magnitude         | Sadahiro Kojima   | Tameo Toyama         | Mihono International      | Yamanin Miracle   | A. P. Jet          | 1'34"50 |
| 1990  | Lindo Shaver      | Alydar            | Hitoshi Matoba    | Takaaki Motoishi     | Der Mar Club              | Big Fight         | Blizzard           | 1'34"00 |
| 1989  | Ines Fujin        | Sea Hawk          | Eiji Nakano       | Shuho Kato           | Masaaki Kobayashi         | Sakura Saezuri    | Meiner Heil        | 1'34"40 |
| 1988  | Sakura Hokuto O   | Tosho Boy         | Futoshi Kojima    | Katsutaro Sakai      | Sakura Commers            | Scrum Try         | Myojin Top         | 1'35"50 |
| 1987  | Sakura Chiyono O  | Maruzensky        | Futoshi Kojima    | Katsutaro Sakai      | Sakura Commers            | Tsujino Shogun    | Kagemaru           | 1'35"60 |
| 1986  | Merry Nice        | Kolymsky          | Yasuhiro Nemoto   | Teruo Hashimoto      | Fusako Ura                | Hokuto Helios     | Super Phantom      | 1'35"60 |
| 1985  | Daishin Fubuki    | Don               | Yasuo Sugawara    | Hiroshi Shibata      | Kinji Takahashi           | Dyna Cosmos       | May Caley          | 1'35"40 |
| 1984  | Scrum Dyna        | Dictus            | Masato Shibata    | Susumu Yano          | Shadai Race Horse co      | Bingo Timur       | Sakura Sunny O     | 1'35"00 |

## Vainqueurs précédents
- 1983 - Hardy Vision
- 1982 - Nishinosky
- 1981 - Hokuto Flag
- 1980 - Temmon
- 1979 - Lindo Taiyo
- 1978 - Bingo Garoo
- 1977 - Gallant Dancer
- 1976 - Maruzensky
- 1975 - Bold Symboli
- 1974 - Matsufuji Ace
- 1973 - Miho Ranzan
- 1972 - Red Eagle
- 1971 - Toku Zakura
- 1970 - Onward Guy
- 1969 - Arrow Express
- 1968 - Minoru
- 1967 - Takeshiba O
- 1966 - Monta Son
- 1965 - Mejiro Bosatsu
- 1964 - Ryugeki
- 1963 - Umeno Chikara
- 1962 - Great Yoruka
- 1961 - Kanetsu Seki
- 1960 - Hakusho
- 1959 - Matsukaze O
- 1958 - Unebi Hikari
- 1957 - Katsura Shuho
- 1956 - Kitano Hikari
- 1955 - Kitano O
- 1954 - Meiji Hikari
- 1953 - Taka O
- 1952 - Sangetsu
- 1951 - Takahata
- 1950 - Tokino Minoru
- 1949 - Azuma Homare